# Ed Motta
Eduardo "Ed" Motta (né à Rio de Janeiro, le 17 août 1971) est un chanteur, compositeur et producteur brésilien. Sa musique mélange différents styles, aussi bien la funk/soul, le disco, que des influences jazz, bossa nova, reggae, et rock.

## Biographie
Ed Motta poursuit une carrière tant au Brésil qu'au niveau international, en ayant collaboré notamment avec Incognito, Bernard Purdie (batteur de Steely Dan) ou le groupe portugais Jazzinho notamment. 
Neveu du compositeur Tim Maia, Ed Motta se fait connaître à la fin des années 1980, avec les compositions Manuel et Vamos Dançar, réalisée avec son groupe Conexão Japeri. 
Durant les années 1990, il retrouve le succès avec des hits comme Fora da lei, Vendaval, et Colombina.
Ed Motta est aussi connu pour sa très grande culture musicale : c'est un collectionneur de vinyles rares (+ de 30 000 dans sa collection), il est aussi chroniqueur musical pour la presse et la radio au Brésil.
Dans un autre registre, Ed motta est aussi critique gastronomique et œnologique.

## Discographie

### Albums studio

#### Avec Conexão Japeri
- Ed Motta & Conexão Japeri - 1988

#### Solo
- Um Contrato Com Deus - 1990
- Entre e Ouça - 1992
- Manual Prático Para Festas, Bailes E Afins - 1997
- Remixes E Aperitivos - 1998
- As Segundas Intenções do Manual Prático - 2000
- Dwitza - 2002
- Poptical - 2003
- Aystelum - 2005
- AOR - 2013 (Version Anglaise et Brésilienne)
- Perpetual Gateways - 2016
- Criterion of the Senses - 2018

### Albums live
- Ao Vivo - 1993
- Ao Vivo (duplo) - 2004

### DVD
- Ed Motta em DVD - 2004